# Cabeza del Caballo
Cabeza del Caballo – gmina w Hiszpanii, w prowincji Salamanka, w Kastylii i León, o powierzchni 44,98 km². W 2011 roku gmina liczyła 363 mieszkańców.